# Pavle Kalan
Pavle Kalan, slovenski skladatelj, pedagog in esejist, * 9. marec 1929, Ljubljana, † 2005.

## Življenjepis
Akademijo za glasbo v Ljubljani je končal leta 1951.